# Zigerhubel
Zigerhubel är en bergstopp i Schweiz. Den ligger i distriktet Bern-Mittelland och kantonen Bern, i den centrala delen av landet. Toppen på Zigerhubel är 1 616 meter över havet.
Terrängen runt Zigerhubel är kuperad åt nordväst, men åt sydost är den bergig. Den högsta punkten i närheten är Gantrisch, 2 175 meter över havet, 3,7 km söder om Zigerhubel.
Omgivningarna runt Zigerhubel är blandskog.